# Podeti
Esteban Podetti, conocido también como Podeti, es un humorista y dibujante argentino. Nació en Buenos Aires, Argentina el 21 de octubre de 1967. 
Trabaja en medios desde 1986. Ha publicado en las revistas Cerdos & Peces, Fierro, Sex Humor, Cóctel, El Lápiz Japonés, el suplemento Sí! de Clarín, Internet Surf, La Mano, El Guardián, Barcelona, los fanzines Maldita garcha, ¡Suélteme!, etc. 
Dibujante, guionista, actor y cantante argentino de larga trayectoria, conocido por su estilo sarcástico o irónico. Su perfil se hace conocido desde la popularización de su blog "Yo contra el mundo" incluido dentro de la edición en línea del Clarín. 
En 2011 crea, junto al dibujante Diego Parés, la historieta Chumbo, el hombre elefante, que se publicó diariamente en la sección historietas del portal de Télam hasta junio de 2012. 
Desde 2010, publica en la revista Barcelona la historieta La embarazada mala. Desde 2016 colabora con la revista española Mongolia y desde 2017 con Tmeo, del mismo país. Entre 2015 y 2019, colaboró con el colectivo de humor político argentino Alegría, participando en sus 3 libros editados.   
Como guionista, colaboró en el documental Algo Fayó (2017), de Santiago García Isler, sobre el dibujante y cantor de tangos Pablo Fayó. Un retrato del dibujante inasible. Como actor, se destacó en las saga de películas Plaga Zombie, Plaga zombie: Zona mutante - Revolución tóxica y Plaga zombie: Zona Mutante.
Como músico tuvo una participación como vocalista a fines de los 80 y principios de los 90 en la banda de rock "Los medallones poderosos" donde compartía escenario con los también dibujantes Fayó y Comotto, entre otros músicos.

## Obra
- Podetti, E. (2007) Moriremos como ratas. Buenos Aires: Domus.
- Podetti, E. (2012) Yo contra el Mundo! Buenos Aires: Ediciones B.
- Podetti, E. (2016) El Cartoonero Buenos Aires: Historieteca.
- Podetti, E. (2019) La Caja. Buenos Aires: Historieteca.
- Podetti, E. (2020) La enciclopedia mundial del coso. Buenos Aires: Galería Editorial.
- Podetti, E. (2020) La Caja 2. Buenos Aires: Historieteca.
- Podetti, E. (2024) La Caja 4. Buenos Aires: Historieteca